# Nati nel 1973/Luglio
| Questa pagina contiene informazioni ricavate automaticamente dalle voci biografiche con l'ausilio del template Bio e di un bot. L'aggiornamento è periodico e automatico e ricostruisce completamente la pagina. Se manca una persona in questa lista, sei pregato di non aggiungerla, ma accertati piuttosto che la sua voce biografica contenga il template Bio e che i dati anagrafici siano correttamente compilati. Se il template Bio manca, inseriscilo tu stesso o, in alternativa, metti l'avviso {{tmp\|Bio}} che ne segnala la mancanza. Se i dati riportati sono sbagliati, correggi direttamente la voce biografica; le modifiche saranno visibili in questa lista entro pochi giorni. Per chiarimenti vedi il progetto biografie. La lista contiene solo le 338 persone che sono citate nell'enciclopedia e per le quali è stato implementato correttamente il template Bio. Pagina aggiornata al 18 ago 2025. |

- 1º luglio - Roberta Bruzzone, criminologa e opinionista italiana
- 1º luglio - Fulvia Michela Caligiuri, politica italiana
- 1º luglio - Habib Chaab, attivista iraniano († 2023)
- 1º luglio - Robert William Edwards, allenatore di calcio e ex calciatore gallese
- 1º luglio - Mariastella Gelmini, politica italiana
- 1º luglio - Carluccio Giacometto, politico italiano
- 1º luglio - Ibrahim Hamato, tennistavolista egiziano
- 1º luglio - Béryl Laramé, ex lunghista e triplista seychellese
- 1º luglio - Fredrik Nilsson, schermidore svedese
- 2 luglio - Andrea Ballerini, pilota motociclistico italiano
- 2 luglio - Erika Hansson, ex sciatrice alpina svedese
- 2 luglio - Juaquin Hawkins, ex cestista statunitense
- 2 luglio - Peter Kay, comico britannico
- 2 luglio - Olga Milchina, ex cestista moldava
- 2 luglio - Scotty 2 Hotty, wrestler statunitense
- 2 luglio - Tanya Stephens, cantante giamaicana
- 3 luglio - Christian Alderucci, ex hockeista su ghiaccio italiano
- 3 luglio - Adrian Aucoin, ex hockeista su ghiaccio canadese
- 3 luglio - Aasmund Bjørkan, allenatore di calcio e ex calciatore norvegese
- 3 luglio - Christian Brighi, ex arbitro di calcio italiano
- 3 luglio - Devin Bush, ex giocatore di football americano statunitense
- 3 luglio - Antonio Filippini, allenatore di calcio e ex calciatore italiano
- 3 luglio - Emanuele Filippini, dirigente sportivo, allenatore di calcio e ex calciatore italiano
- 3 luglio - Jim Foronda, doppiatore statunitense
- 3 luglio - Alessandra Galloni, giornalista italiana
- 3 luglio - Louis Ide, politico belga
- 3 luglio - Mimi Miyagi, ex attrice pornografica filippina
- 3 luglio - Daniele Russo, allenatore di calcio e ex calciatore italiano
- 3 luglio - Ólafur Stefánsson, ex pallamanista e allenatore di pallamano islandese
- 3 luglio - Patrick Wilson, attore, cantante e musicista statunitense
- 4 luglio - Elvis Bešlagič, hockeista su ghiaccio e allenatore di hockey su ghiaccio sloveno († 2013)
- 4 luglio - Gackt, cantautore, polistrumentista e attore giapponese
- 4 luglio - Daisuke Hirakawa, doppiatore giapponese
- 4 luglio - Michael Johnson, allenatore di calcio, dirigente sportivo e ex calciatore giamaicano
- 4 luglio - Vlada Jovanović, allenatore di pallacanestro serbo
- 4 luglio - Robert Kaumé, ex calciatore francese
- 4 luglio - Anželika Krylova, ex danzatrice su ghiaccio russa
- 4 luglio - Jan Magnussen, pilota automobilistico danese
- 4 luglio - Ana María Orozco, attrice colombiana
- 4 luglio - Tony Popović, allenatore di calcio e ex calciatore australiano
- 4 luglio - Laurence Trochu, politica francese
- 5 luglio - Marcus Allbäck, allenatore di calcio e ex calciatore svedese
- 5 luglio - Camilla Andersen, ex pallamanista danese
- 5 luglio - F. Javier Gutiérrez, regista, sceneggiatore e produttore cinematografico spagnolo
- 5 luglio - Róisín Murphy, cantante irlandese
- 5 luglio - René Spies, bobbista tedesco
- 6 luglio - Luigi Beghetto, dirigente sportivo e ex calciatore italiano
- 6 luglio - Nathan Gill, politico britannico
- 6 luglio - Giorgi Kinkladze, ex calciatore georgiano
- 6 luglio - Paolo Macedonio, attore e doppiatore italiano
- 6 luglio - Takafumi Ogura, allenatore di calcio e ex calciatore giapponese
- 6 luglio - Alessio Sarri, schermidore italiano
- 6 luglio - Bartolomeu Varela, arbitro di calcio francese
- 7 luglio - Clement Chukwu, ex velocista nigeriano
- 7 luglio - Francesco Dillon, violoncellista italiano
- 7 luglio - Troy Garity, attore statunitense
- 7 luglio - Luca Giampaolo, allenatore di calcio a 5 italiano
- 7 luglio - Michail Kuprijanov, allenatore di calcio e ex calciatore russo
- 7 luglio - Trevor Meier, ex hockeista su ghiaccio canadese
- 7 luglio - Moreno Morello, personaggio televisivo italiano
- 7 luglio - Tina Paulino, ex mezzofondista mozambicana
- 7 luglio - Taťána Pokorná, ex cestista ceca
- 7 luglio - Claudia Riegler, snowboarder austriaca
- 7 luglio - Roland Schaack, ex calciatore lussemburghese
- 7 luglio - Natsuki Takaya, fumettista giapponese
- 8 luglio - Katasha Artis, ex cestista statunitense
- 8 luglio - Jozef Kožlej, ex calciatore slovacco
- 8 luglio - Daniel Lipšic, politico slovacco
- 8 luglio - Sebastian Maniscalco, comico e attore statunitense
- 8 luglio - Kiril K. Maritchkov, diplomatico e saggista bulgaro
- 8 luglio - Laura Proietti, brigatista italiana
- 8 luglio - Kathleen Robertson, attrice canadese
- 8 luglio - Medi Sadoun, attore francese
- 8 luglio - Valerij Zalužnyj, generale e diplomatico ucraino
- 9 luglio - Tetahio Auraa, ex calciatore francese
- 9 luglio - Pete Kendall, ex giocatore di football americano statunitense
- 9 luglio - Shigeyoshi Mochizuki, dirigente sportivo, allenatore di calcio e ex calciatore giapponese
- 9 luglio - Enrique Murciano, attore statunitense
- 9 luglio - Piotr Paziński, scrittore, saggista e giornalista polacco
- 9 luglio - Tania Seino, cestista e allenatrice di pallacanestro cubana
- 9 luglio - Martina Semenzato, politica, dirigente d'azienda e dirigente sportiva italiana
- 9 luglio - James Walker, preparatore atletico e ex calciatore inglese
- 9 luglio - Nelson Zelaya, ex calciatore paraguaiano
- 10 luglio - Luca Bandirali, critico cinematografico italiano
- 10 luglio - Francesco Berto, filosofo e logico italiano
- 10 luglio - Flavia D'Angeli, politica italiana
- 10 luglio - Odalys Gorguet, schermitrice cubana
- 10 luglio - Stefano Manici, pilota motociclistico italiano
- 10 luglio - Marcello Milanese, musicista italiano
- 10 luglio - Annie Mumolo, attrice, comica e sceneggiatrice statunitense
- 10 luglio - David Sesa, allenatore di calcio e ex calciatore svizzero
- 10 luglio - Annmari Viljanmaa, ex fondista finlandese
- 10 luglio - Hiromasa Yonebayashi, animatore e regista giapponese
- 11 luglio - Andrew Bird, musicista e cantautore statunitense
- 11 luglio - Marcelo Charpentier, ex tennista e allenatore di tennis argentino
- 11 luglio - Diego Imperio, allenatore di calcio a 5 e ex giocatore di calcio a 5 uruguaiano
- 11 luglio - Jeon Ki-young, ex judoka sudcoreano
- 11 luglio - Snežana Jovanović, ex cestista jugoslava
- 11 luglio - Kōnstantinos Kenterīs, ex velocista greco
- 11 luglio - Michele Orlando, ex pugile italiano
- 12 luglio - Inoke Afeaki, ex rugbista a 15 e allenatore di rugby a 15 tongano
- 12 luglio - Alexis Alexandrou, ex calciatore cipriota
- 12 luglio - Simona Bonafè, politica italiana
- 12 luglio - Timon Kyle Durrett, attore statunitense
- 12 luglio - Thor Mikalsen, ex calciatore norvegese
- 12 luglio - Gerson Monteiro, ex cestista angolano
- 12 luglio - Juan Luis Mora, dirigente sportivo, allenatore di calcio e ex calciatore spagnolo
- 12 luglio - Leo Muscato, regista e drammaturgo italiano
- 12 luglio - Duccio Pasqua, giornalista e conduttore radiofonico italiano
- 12 luglio - Laurent Pluvy, allenatore di pallacanestro e ex cestista francese
- 12 luglio - Christian Vieri, ex calciatore italiano
- 13 luglio - Necro Butcher, wrestler statunitense
- 13 luglio - Tina Holmes, attrice statunitense
- 13 luglio - Aleš Kunc, ex cestista sloveno
- 13 luglio - Alessandro Mara, cantautore italiano
- 13 luglio - Roberto Martínez, allenatore di calcio e ex calciatore spagnolo
- 13 luglio - Dmytro Mychajlenko, allenatore di calcio e ex calciatore ucraino
- 13 luglio - Roby Rossini, cantautore e musicista italiano
- 13 luglio - Danny Williams, pugile inglese
- 13 luglio - Ariel Zárate, ex calciatore argentino
- 14 luglio - Andri Snær Magnason, scrittore e poeta islandese
- 14 luglio - Aleksandar Bućan, allenatore di pallacanestro serbo
- 14 luglio - Kōta Hirano, fumettista giapponese
- 14 luglio - Pétur Marteinsson, ex calciatore islandese
- 14 luglio - Halil Mutlu, ex sollevatore turco
- 14 luglio - Candela Peña, attrice spagnola
- 15 luglio - Buju Banton, cantante giamaicano
- 15 luglio - Pietro Bianchi, ex cestista italiano
- 15 luglio - John Dolmayan, batterista statunitense
- 15 luglio - Brian Austin Green, attore, produttore televisivo e produttore cinematografico statunitense
- 15 luglio - Giuliano Pannuti, scenografo italiano
- 15 luglio - Elisa Pirro, politica italiana
- 15 luglio - Jérémie Rhorer, clavicembalista, compositore e direttore d'orchestra francese
- 15 luglio - Fabio Rinaldi, mezzofondista e maratoneta italiano
- 15 luglio - Glenn Sekunda, ex cestista statunitense
- 15 luglio - Hassani Shapi, attore keniano († 2024)
- 15 luglio - Alessandro Soresini, batterista italiano († 2017)
- 15 luglio - Paolo Tessari, pilota motociclistico italiano
- 15 luglio - Donald Willis, ex giocatore di football americano statunitense
- 15 luglio - Yasemin Şamdereli, attrice, sceneggiatrice e regista tedesca
- 16 luglio - Maria Carla Bresciani, ex astista italiana
- 16 luglio - Stefano Garzelli, dirigente sportivo e ex ciclista su strada italiano
- 16 luglio - Miss Kittin, disc jockey e cantante francese
- 16 luglio - Robert Jayne, attore statunitense
- 16 luglio - Anne-Laure Mignerey Condevaux, ex biatleta e fondista francese
- 16 luglio - Ramsey Nouah, attore nigeriano
- 16 luglio - Federico Pasquini, allenatore di pallacanestro e dirigente sportivo italiano
- 16 luglio - Luigi R. Bedin, astrofisico italiano
- 16 luglio - Tim Ryan, politico statunitense
- 17 luglio - Demétrius Conrado Ferraciú, ex cestista e allenatore di pallacanestro brasiliano
- 17 luglio - Hana Jendrichovská, ex cestista slovacca
- 17 luglio - Daimaō Kosaka, comico giapponese
- 17 luglio - Horacio Llamas, ex cestista messicano
- 17 luglio - Ken Martin, politico statunitense
- 17 luglio - Eric Moulds, ex giocatore di football americano statunitense
- 17 luglio - Aleksandar Todorov, allenatore di pallacanestro macedone
- 18 luglio - Cristian Boscolo, ex calciatore italiano
- 18 luglio - Spomenko Bošnjak, ex calciatore bosniaco
- 18 luglio - Josh Cassada, astronauta statunitense
- 18 luglio - Anders Jivarp, batterista svedese
- 18 luglio - Hoon Lee, attore e doppiatore statunitense
- 18 luglio - Michele Mian, ex cestista italiano
- 18 luglio - Mario Pedraza, ex calciatore cubano
- 18 luglio - Salvatore Soviero, dirigente sportivo, allenatore di calcio e ex calciatore italiano
- 18 luglio - Stijn Vreven, allenatore di calcio e ex calciatore belga
- 18 luglio - Olaf Winter, ex canoista tedesco
- 19 luglio - Aílton Gonçalves da Silva, ex calciatore brasiliano
- 19 luglio - Adem Bereket, ex lottatore turco
- 19 luglio - Nathalie Boltt, attrice, regista e sceneggiatrice sudafricana
- 19 luglio - Marcy Borders, funzionaria statunitense († 2015)
- 19 luglio - Toni Brogno, ex calciatore belga
- 19 luglio - Stanley Hayer, ex sciatore alpino e sciatore freestyle canadese
- 19 luglio - Raja Krishnamoorthi, politico statunitense
- 19 luglio - Mikkel E. G. Nielsen, montatore danese
- 19 luglio - Martin Powell, tastierista inglese
- 19 luglio - Saïd Taghmaoui, attore francese
- 19 luglio - Shauna Tubbs, ex cestista statunitense
- 20 luglio - Marzia Antinori, ex cestista italiana
- 20 luglio - Paolo Benanti, presbitero e teologo italiano
- 20 luglio - Qahtan Chathir Drain, allenatore di calcio e ex calciatore iracheno
- 20 luglio - Omar Epps, attore statunitense
- 20 luglio - Peter Forsberg, ex hockeista su ghiaccio svedese
- 20 luglio - Haakon di Norvegia, nobile norvegese
- 20 luglio - Monkaen Kaenkoon, cantante thailandese
- 20 luglio - Nikolaj Kuznecov, ex pistard russo
- 20 luglio - Markus Näslund, ex hockeista su ghiaccio svedese
- 20 luglio - Roberto Orci, sceneggiatore, produttore cinematografico e produttore televisivo messicano († 2025)
- 20 luglio - Susheela Raman, cantautrice e compositrice britannica
- 20 luglio - Claudio Reyna, dirigente sportivo e ex calciatore statunitense
- 20 luglio - Anni Sinnemäki, politica finlandese
- 20 luglio - Elena Testor, politica italiana
- 20 luglio - Casey Wiegmann, ex giocatore di football americano statunitense
- 21 luglio - Nelson Abeijón, allenatore di calcio e ex calciatore uruguaiano
- 21 luglio - Mohammed Acha, cestista nigeriano († 2002)
- 21 luglio - Berhane Adere, ex mezzofondista e maratoneta etiope
- 21 luglio - Roberto Bisconti, ex calciatore belga
- 21 luglio - Daniele Casadei, ex nuotatore sammarinese
- 21 luglio - Stephen Clarke, ex nuotatore canadese
- 21 luglio - Alexandre Comisetti, ex calciatore svizzero
- 21 luglio - Fey, cantante messicana
- 21 luglio - Merlakia Jones, ex cestista statunitense
- 21 luglio - Ali Landry, attrice e modella statunitense
- 21 luglio - Adrees Latif, fotografo pakistano
- 21 luglio - Marcus H. Rosenmüller, regista e sceneggiatore tedesco
- 21 luglio - Tommy Vee, disc jockey e produttore discografico italiano
- 21 luglio - Mandy Wötzel, ex pattinatrice artistica su ghiaccio tedesca
- 22 luglio - Petey Pablo, rapper statunitense
- 22 luglio - Jaime Camil, attore e doppiatore messicano
- 22 luglio - Raven Dauda, attrice canadese
- 22 luglio - Yanina Iannuzzi, ex schermitrice argentina
- 22 luglio - Aleksej Igudesman, violinista, compositore e direttore d'orchestra russo
- 22 luglio - Daniel Jones, musicista australiano
- 22 luglio - Venera Mannanova, sollevatrice russa († 2016)
- 22 luglio - Rufus Wainwright, cantautore statunitense
- 22 luglio - Ece Temelkuran, giornalista, scrittrice e attivista turca
- 23 luglio - Anthony Aguirre, cosmologo statunitense
- 23 luglio - Magda Amo Rius, sciatrice alpina e atleta paralimpica spagnola
- 23 luglio - Gunn Margit Andreassen, ex biatleta norvegese
- 23 luglio - Adrian Cashmore, ex rugbista a 15 neozelandese
- 23 luglio - Maria Cocuzza, ex ginnasta e ballerina italiana
- 23 luglio - Stefania De Francesco, attrice italiana
- 23 luglio - Daisy Donovan, attrice, conduttrice televisiva e scrittrice britannica
- 23 luglio - Thomas Ebert, canottiere danese
- 23 luglio - Søren Nils Eichberg, compositore tedesco
- 23 luglio - David Etxebarria, ex ciclista su strada spagnolo
- 23 luglio - Isaac Fe'aunati, rugbista a 15 e allenatore di rugby a 15 neozelandese
- 23 luglio - Andrius Giedraitis, ex cestista lituano
- 23 luglio - Kathryn Hahn, attrice statunitense
- 23 luglio - Darvin Ham, ex cestista e allenatore di pallacanestro statunitense
- 23 luglio - Francis Healy, cantante, chitarrista e pianista britannico
- 23 luglio - Ryan Jones, ex calciatore gallese
- 23 luglio - Monica Lewinsky, personaggio televisivo statunitense
- 23 luglio - Himesh Reshammiya, cantante, compositore e attore indiano
- 23 luglio - Andrea Scanavacca, ex rugbista a 15 e dirigente sportivo italiano
- 24 luglio - Nathacha Appanah, giornalista e scrittrice mauriziana
- 24 luglio - Andy Barr, politico statunitense
- 24 luglio - Vania Beccaria, ex pallavolista italiana
- 24 luglio - Enrique Buchichio, regista e sceneggiatore uruguaiano
- 24 luglio - Han Hyeon-seon, ex cestista sudcoreana
- 24 luglio - Kevin Hardy, ex giocatore di football americano statunitense
- 24 luglio - Oleh Hrycaj, ex calciatore ucraino
- 24 luglio - Weldon Johnson, ex mezzofondista statunitense
- 24 luglio - José Lasa, ex cestista spagnolo
- 24 luglio - Beata Madejska, ex cestista polacca
- 24 luglio - Silvja Manzi, attivista e politica italiana
- 24 luglio - Gregory Messam, ex calciatore giamaicano
- 24 luglio - Johan Micoud, ex calciatore e dirigente sportivo francese
- 24 luglio - Pablo Parilla, allenatore di calcio a 5 e ex giocatore di calcio a 5 argentino
- 24 luglio - Zuzana Stivínová, attrice ceca
- 24 luglio - Milan Tomić, ex cestista e allenatore di pallacanestro serbo
- 24 luglio - Simone Uggetti, politico italiano
- 24 luglio - Manuela Ventura, attrice italiana
- 25 luglio - Carlos Bravo, schermidore venezuelano
- 25 luglio - David Denman, attore e musicista statunitense
- 25 luglio - Dmytro Dmytrenko, ex pattinatore artistico su ghiaccio ucraino
- 25 luglio - Yōichi Doi, ex calciatore giapponese
- 25 luglio - Ndubuisi Egbo, allenatore di calcio e ex calciatore nigeriano
- 25 luglio - Dani Filth, cantante inglese
- 25 luglio - Hu Jia, attivista cinese
- 25 luglio - Samuel Johnson, ex calciatore ghanese
- 25 luglio - Naoki Matsudo, pilota motociclistico giapponese
- 25 luglio - Rui Bandeira, cantante portoghese
- 25 luglio - Kevin Phillips, allenatore di calcio e ex calciatore inglese
- 25 luglio - Kenny Roberts Junior, pilota motociclistico statunitense
- 25 luglio - Novella Schiesaro, ex cestista italiana
- 25 luglio - Igli Tare, dirigente sportivo e ex calciatore albanese
- 25 luglio - Michael C. Williams, attore, regista teatrale e insegnante statunitense
- 25 luglio - Zé Maria, allenatore di calcio e ex calciatore brasiliano
- 26 luglio - Kate Beckinsale, attrice britannica
- 26 luglio - Anne Boyer, scrittrice, poetessa e anglista statunitense
- 26 luglio - Gaetano Bruno, attore italiano
- 26 luglio - Lenka Kotková, astronoma ceca
- 26 luglio - Vaniity, ex attrice pornografica messicana
- 26 luglio - Lina Perned, attrice svedese
- 26 luglio - Elisa Simoni, politica italiana
- 26 luglio - Masaaki Takada, ex calciatore giapponese
- 27 luglio - Paul Amey, triatleta britannico
- 27 luglio - Anna Archipova, ex cestista e allenatrice di pallacanestro russa
- 27 luglio - Ottaviano Blitch, attore, conduttore radiofonico e cantante italiano
- 27 luglio - Antonio Boccuzzi, politico italiano
- 27 luglio - Cassandra Clare, scrittrice statunitense
- 27 luglio - Abe Cunningham, batterista statunitense
- 27 luglio - Perry Freshwater, ex rugbista a 15 e allenatore di rugby a 15 neozelandese
- 27 luglio - Brian Hooks, attore statunitense
- 27 luglio - Rosanna Martin, ex mezzofondista italiana
- 27 luglio - Moochie Norris, ex cestista e allenatore di pallacanestro statunitense
- 27 luglio - David Oteo, ex calciatore messicano
- 27 luglio - Giannīs Sioutīs, ex cestista e allenatore di pallacanestro greco
- 27 luglio - Ahmed Trabelsi, ex calciatore tunisino
- 27 luglio - Mauro Valentini, ex calciatore italiano
- 28 luglio - Claudia Barzaghi, ex cestista italiana
- 28 luglio - Illja Blyznjuk, allenatore di calcio e ex calciatore ucraino
- 28 luglio - Morten Brørs, ex fondista norvegese
- 28 luglio - Filippo Casagrande, ex ciclista su strada italiano
- 28 luglio - Marc Dupré, cantante canadese
- 28 luglio - Émerson Luiz Firmino, ex calciatore brasiliano
- 28 luglio - Simone Montedoro, attore italiano
- 28 luglio - Aya Nakahara, fumettista giapponese
- 28 luglio - Carla Ruocco, politica italiana
- 28 luglio - Steve Staios, ex hockeista su ghiaccio canadese
- 28 luglio - Thomas Wæhler, ex calciatore norvegese
- 28 luglio - Douglas Walker, ex velocista britannico
- 28 luglio - Anne Wojcicki, imprenditrice e filantropa statunitense
- 29 luglio - Stephen Dorff, attore statunitense
- 29 luglio - Gang Gwang-bae, slittinista, bobbista e skeletonista sudcoreano
- 29 luglio - Marijan Hristov, allenatore di calcio e ex calciatore bulgaro
- 29 luglio - Lígia Maria Moraes, cestista brasiliana († 2015)
- 29 luglio - Víctor Martínez, culturista dominicano
- 29 luglio - Eddy Mazzoleni, ex ciclista su strada italiano
- 29 luglio - Wanya Morris, cantante statunitense
- 29 luglio - Dileep Rao, attore statunitense
- 29 luglio - Denis Urubko, alpinista russo
- 29 luglio - AJ Venter, ex rugbista a 15 e imprenditore sudafricano
- 30 luglio - Marlenis Costa, ex pallavolista cubana
- 30 luglio - Mauro D'Attis, politico italiano
- 30 luglio - Andrea Gaudenzi, dirigente sportivo e ex tennista italiano
- 30 luglio - Luis Guajardo, ex calciatore cileno
- 30 luglio - Valerij Kryvencov, allenatore di calcio e ex calciatore ucraino
- 30 luglio - Randi Laubek, cantante danese
- 30 luglio - Sonu Nigam, cantante, compositore e musicista indiano
- 30 luglio - Clementa C. Pinckney, politico e attivista statunitense († 2015)
- 30 luglio - Nacho Romero, ex cestista spagnolo
- 30 luglio - Sonu Sood, attore indiano
- 30 luglio - Catherine Stihler, politica britannica
- 30 luglio - Ümit Davala, allenatore di calcio e ex calciatore turco
- 31 luglio - Jacob Aagaard, scacchista e scrittore danese
- 31 luglio - Richart Báez, ex calciatore paraguaiano
- 31 luglio - Eben Dugbatey, ex calciatore ghanese
- 31 luglio - Jamie Dumont, allenatore di hockey su ghiaccio e ex hockeista su ghiaccio statunitense
- 31 luglio - Michael Eklund, attore canadese
- 31 luglio - Daniel Evans, attore, regista teatrale e direttore artistico britannico
- 31 luglio - Abdulaziz Khathran, ex calciatore saudita
- 31 luglio - Chandra North, supermodella statunitense
- 31 luglio - Predrag Rajić, allenatore di calcio a 5 e ex giocatore di calcio a 5 serbo
- 31 luglio - Jerry Rivera, cantante portoricano
- 31 luglio - Wa'il al-Shihri, terrorista saudita († 2001)
- 31 luglio - Matt Uelmen, compositore e polistrumentista statunitense
- 31 luglio - Henk Vogels, ex ciclista su strada australiano